# 樂一通
《樂一通》（英語：Looney Tunes）是華納兄弟影業發行的美國動畫喜劇短片系列。該系列最初作為一系列動畫短片發行，從1930年至1969年，同時推出衍生系列《快樂旋律》，處於美國動畫黃金時期。 1970年代末期系列經歷復甦後，新短片持續製作至2014年。這兩個系列推出了多個知名角色，包括賓尼兔、達菲鴨、艾默小獵人和波基豬。之後，「樂一通」一詞亦被用來指稱這些角色本身。
《樂一通》和《快樂旋律》最初由利昂·施萊辛格以及動畫師休·哈曼和魯道夫·伊辛於1930年至1933年間製作。 1933年至1944年間，施萊辛格完全掌控製作，直至將工作室出售給華納兄弟，之後更名為華納兄弟卡通。《樂一通》的名稱靈感來自華特·迪士尼的《傻瓜交響曲》。 這些短片最初透過角色如博斯科和巴迪的冒險來展示華納音樂出版公司所擁有的音樂作品。 隨著導演泰克斯·艾佛瑞、弗里茲·弗雷倫、查克·瓊斯、鮑伯·克蘭佩特及羅伯特·麥金森的加入，以及配音演員梅爾·布蘭克的參與，短片在觀眾中獲得了更高的知名度。波基豬和達菲鴨成為《樂一通》的主要角色，而《快樂旋律》則以單集短片和次要角色為主。
1940年代初期，《快樂旋律》中賓尼兔人氣上升後，《樂一通》也從黑白動畫轉為彩色製作，而《快樂旋律》自1934年起即為彩色。 兩個系列逐漸失去明確區別，短片的分配變得隨機。 1942年至1964年間，《樂一通》和《快樂旋律》在美國電影院具有較高的觀眾受眾。
《樂一通》至今已發展成跨媒體製作，包括電視影集、電影、漫畫、音樂專輯、電子遊戲與樂園設施。許多角色仍在電視節目、電影及其他媒體中出現，其中賓尼兔在好萊塢星光大道擁有一顆星。 許多《樂一通》和《快樂旋律》的短片在歷史上獲得一定評價，其中五部獲得奧斯卡最佳動畫短片獎。 2013年，TV Guide將《樂一通》列為歷史上第三大電視動畫系列，排名僅次於《辛普森家庭》及《摩登原始人》。

## 历史
1930年，華納兄弟決定跟隨業界先鋒迪士尼，製作於電影院播映的黑白短篇音樂動畫，以宣傳其古典純音樂產品。於是，他们起用Rudolph Ising和Hugh Harman，製造一系列的動畫。當時的片頭固定形式、主題音樂「旋转木马坏了」、簡約製作名單、標題藝術卡和完場指定句子「That's All Folks! 」等，都已經有了雛形，並在有線電視多年反覆重播的模式下，成為了許多美國市民的跨世代集體回憶。
系列開初因為以配合音樂為主，存在較多單篇收結的故事，但當中一個名為Bosko的人物隨著各種發展成為了主要角色，而首本名作是《Sinkin' in the Bathtub》（1930）。同一時間，為了界定彩色製作及以劇情為主作品的不同，華納這時展開了姊妹品牌「Merrie Melodies」。除卻定位外，兩者資源和角色基本上都是互相共用，直至1940年本系列亦彩色化後，兩者基本上已形同合併。正當發展成功之際，主創團隊內部發生糾紛，使Rudolph Ising和Hugh Harman於3年後帶著Bosko的版權一起離開華納兄弟。經過磋商後，華納兄弟才能保住「樂一通」和「That's All Folks! 」這兩個名義繼續用於製作中。後來，華納兄弟把Bosko稍為改造，轉名為Buddy後重新推出，不過無論內部和觀眾都沒有對此角色展現一致的好評。為此華納又嘗試起用新主角Beans the Cat，但這更突顯了作品流於日常行動的內容乏味可陳。這促使華納開始檢討如何將系列從其他音樂動畫突圍而出。
在此以後，一批動畫製作新血Tex Avery、Friz Freleng和Bob Clampett，將不少熟悉的朋友帶入系列當中。而持續多年營運後，「樂一通」品牌執意表現多種角色瘋狂、以畫面體現文字遊戲、及能輕易穿插不同時代背景的形象，就在輾轉間確立下來。首個能夠持續發展到今天的角色為1935年的Porky Pig，並於及後被指定擔綱大部分系列作品的結語。然後更有大受歡迎的達菲鴨（1937）和賓尼兔（1940），和十數名固定角色，讓系列比過往更能無間斷地吸引觀眾的眼球，受歡迎程度使華納發行了不少將數套短篇作品以新故事銜接的總集電影。在1950年，伴隨載體變化，樂一通系列開始在電視播放。而在1970年，樂一通的對象正式由大眾轉為兒童及青少年，不少不雅、種族歧視和推崇戰爭的鏡頭幾乎被永久性刪減，直至網絡世代才陸續重新出土。不過基於版權問題和歷史上較為尷尬的情況，華納已近乎完全放棄1935年以前的「樂一通」內容。
在1969年，在影院中單純播出樂一通的動畫完全式微（最後一套名為《Injun Trouble》），但也有一些被DePatie-Freleng Enterprises以相對有限的發行形式推出。這情況直到1987年才轉變，但這種影院動畫已不及以往多，只安排在其他電影的片頭片尾播放。在同年，樂一通朋友正式進入主題公園市場，在不少場地出現。在1988年的電影《威探闖通關》中，他們更和迪士尼朋友唯一一次在銀幕一起亮相，並擴展到不少兒童電視台中播放（如Cartoon Network和尼克国际儿童频道）。

## 旁支系列
因應「樂一通」連年成功和角色形象在不同世代歷久不衰，使華納兄弟著手為部分角色製作主題較集中的電視節目系列，期望持續吸引新世代支持系列角色。
| 年份        | 旁支動畫                  | 動畫特色 |
| ----------- | ------------------------- | --- |
| 1990 - 1993 | 迷你樂一通                | 以類似樂一通的小朋友動物做主角的節目，而樂一通原班人馬亦以演藝導師身份客串演出。製作原意是在於華納有意響應1990年代為老牌角色製作年輕版故事的風潮。同一時間，後來成為監製的史提芬·史匹堡亦向華納提出製作類似「樂一通」的新創作。兩個理念混合下，本作反而含有很多面向成年人的內容。本作獲得高度正面評價，讓華納給史提芬·史匹堡下一部沒有「樂一通」加乘的類近創作《狂歡三寶》開綠燈。 |
| 1991 - 1995 | 躁狂塔斯                  | 以Taz的狂人形象作藍本，記述其族人的故事。本作獲得一般評價，在樂一通歷史上主要作用是讓塔斯能在系列中保住比其他次要角色略好的待遇。 |
| 1995 - 2000 | 傻大貓與崔弟之謎          | 從傻大貓、崔弟、赫特狗和老婆婆的歷險，破解奇案。本作獲得正面評價，認為團隊在吸收過去旁支作品優點，與重新演繹系列慣常橋段方面，下了不少值得欣賞的功夫。 |
| 2002 - 2006 | 寶貝樂一通                | 眾角色以嬰孩姿態共冶一爐，一反原作常態，突顯會學懂變得乖巧的性格。作品成功吸納過往不好系列充斥暴力的新世代合家歡觀眾，但亦令既有粉絲質疑日後會否變質，所以評價趨向兩極。 |
| 2003 - 2005 | 太空英雄鸭                | 圍繞數部傳統短片的共通太空設定，講述一部有關達菲鴨代表的地球民族，與火星民族進行各種武器和文化博弈的故事。本作獲得正面評價；不少觀眾認為對比許多依循《星球大戰》方程式製作的太空題材作品，本作充份利用了「樂一通」以橋段扭轉傳統故事的特色，滲入了許多令人驚喜意外的文化原素。 |
| 2005 - 2007 | 樂一通超能特攻隊          | 以樂一通朋友的後代做主角，把形象改造成宇宙戰鬥者。本作得到較差評價，認為華納低估了有限預算製作合格戰鬥，和角色在認真戰鬥繼承原作特色的難度，成為眾多旁支系列中最快被取消的作品。 |
| 2011 - 2014 | 樂一通秀                  | 由兔巴哥與大菲鴨的同居生活開始，展現樂一通角色投入現代都市生活的單元連續劇。本作得到一般至較好的評價；普遍粉絲認為偏向真人劇集的故事有助系列保住成年人世代的共鳴，但亦被質疑許多角色應當迅速瘋狂的部分，因著充填節目時間而被拖長和淡化效果，所以本作在粉絲間評價趨向兩極。 |
| 2015 - 2020 | 新樂一通 （前稱：兔巴哥） | 以自由簡約的全新畫法，演繹一眾角色在包含現代的新舞台上玩弄新敵人的短篇故事。起初主角限於兔巴哥，後來基於受眾有限而修正為讓全部系列角色都登場。本作得到一般評價，認為製作團隊雖然了解系列傳統特色，但在力推新畫風和新敵人方面有點操之過急，沒有絕對吸引的故事作平衡。粉絲亦對卡通頻道將作品推到第二頻道「迴旋鏢」首播感到匪夷所思，認為是一開始已給作品判死刑。                     |
| 2020 -      | 樂一通卡通                | 以重現1930-40年代樂一通卡通橋段和效果為宗旨，使用大量手繪動畫重啟製作，亦為第一部在網絡首推的作品，因此尺度處理比過去多年作品明顯寬鬆。 |

## 電影
在1996年，一套名為《空中大灌籃》（或譯《太空也入樽》、《怪物奇兵》）的電影把樂一通動畫和真人演藝結合。當中的主角為著明籃球球星。這電影亦帶起了一個新角色—露娜兔。在2003年，樂一通亦拍著一些華納兄弟的經典鏡頭，製成了《樂一通反斗特攻隊》，但票房成績令人失望。
2021年《怪物奇兵 全新世代》為一部2021年美國真人結合動畫運動喜劇電影，真人演員有雷霸龍·詹姆士等人，動畫角色有兔巴哥、達菲鴨等。

## 外部連結
- Looney Tunes Official website
- WB LT Filmography